# Rajd Alpejski 1971
Rajd Alpejski 1971 (31. Coupe des Alpes BP) – rajd samochodowy rozgrywany we Francji od 21 do 26 czerwca 1971 roku. Była to ósma runda Międzynarodowych Mistrzostw Producentów w roku 1971. Rajd został rozegrany na nawierzchni asfaltowej. Ostatecznie rajd nie był punktowany jako eliminacja IMC z powodu zbyt małej liczby uczestników, przepisy stanowiły, iż na starcie musiało się pojawić co najmniej 50 zawodników.

## Wyniki końcowe rajdu[1]
| Msc. | Kierowca              | Pilot                   | Samochód                   | Czas       | Strata     |
| ---- | --------------------- | ----------------------- | -------------------------- | ---------- | ---------- |
| 1.   | Bernard Darniche      | Alain Mahé              | Alpine-Renault A110        | 14:55:13.3 | –          |
| 2.   | Jean Vinatier         | Lucette Pointet         | Alpine-Renault A110 1800   | 15:06:10.8 | +10:57.5   |
| 3.   | Jean-François Piot    | Jim Porter              | Ford Escort RS 1600 MKI    | 15:39:49.6 | +44:36.3   |
| 4.   | René Trautmann        | Philippe Leyssieux      | Lancia Fulvia 1.6 Coupé HF | 15:56:30.5 | +1:01:17.2 |
| 5.   | Jacques Henry         | Bernard-Etienne Grobot  | Alpine-Renault A110        | 16:52:01.8 | +1:56:48.5 |
| 6.   | Jean-Claude Gamet     | Michel Gamet            | Opel Kadett                | 17:22:27.9 | +2:27:14.6 |
| 7.   | Gérard Dantan-Merlin  | Vincent Laverne         | Porsche 911 S              | 17:35:10.0 | +2:39:56.7 |
| 8.   | Thierry Sabine        | Dominique Surre         | Ford Capri 2300            | 17:37:22.8 | +2:42:09.5 |
| 9.   | Marie-Claude Beaumont | Martine de la Grandrive | Opel Ascona SR             | 17:51:25.1 | +2:56:11.8 |
| 10.  | Henri Greder          | Marie-Madeleine Fouquet | Opel Commodore             | 18:18:25.3 | +3:23:12.0 |